# Ingerophrynus
Az  Incilius a kétéltűek (Amphibia) osztályába, a békák (Anura) rendjébe és a varangyfélék (Bufonidae) családjába tartozó nem.

## Előfordulásuk
A nem fajai délkelet-Ázsiában, Indonéziában és a Fülöp-szigeteken honosak.

## Rendszerezés
A nembe az alábbi fajok tartoznak:
- Ingerophrynus biporcatus (Gravenhorst, 1829)
- Ingerophrynus celebensis (Günther, 1859)
- Ingerophrynus claviger (Peters, 1863)
- Ingerophrynus divergens (Peters, 1871)
- Ingerophrynus galeatus (Günther, 1864)
- Ingerophrynus gollum Grismer, 2007
- Ingerophrynus kumquat (Das and Lim, 2001)
- Ingerophrynus ledongensis (Fei, Ye, and Huang, 2009)
- Ingerophrynus macrotis (Boulenger, 1887)
- Ingerophrynus parvus (Boulenger, 1887)
- Ingerophrynus philippinicus (Boulenger, 1887)
- Ingerophrynus quadriporcatus (Boulenger, 1887)